# Núria Espert
Núria Espert i Romero, née à L'Hospitalet de Llobregat le 11 juin 1935, est une actrice espagnole de théâtre, cinéma et télévision et directrice de théâtre.

## Biographie
Núria Espert suit des études secondaires à l'institut Maragall de Barcelone. À l'âge de 16 ans, elle commence à faire du théâtre pendant qu'elle prend des cours de musique et de langues.
À l'âge de 17 ans, elle obtient son premier grand succès grâce à Médée en remplaçant à l'actrice Elvira Noriega.

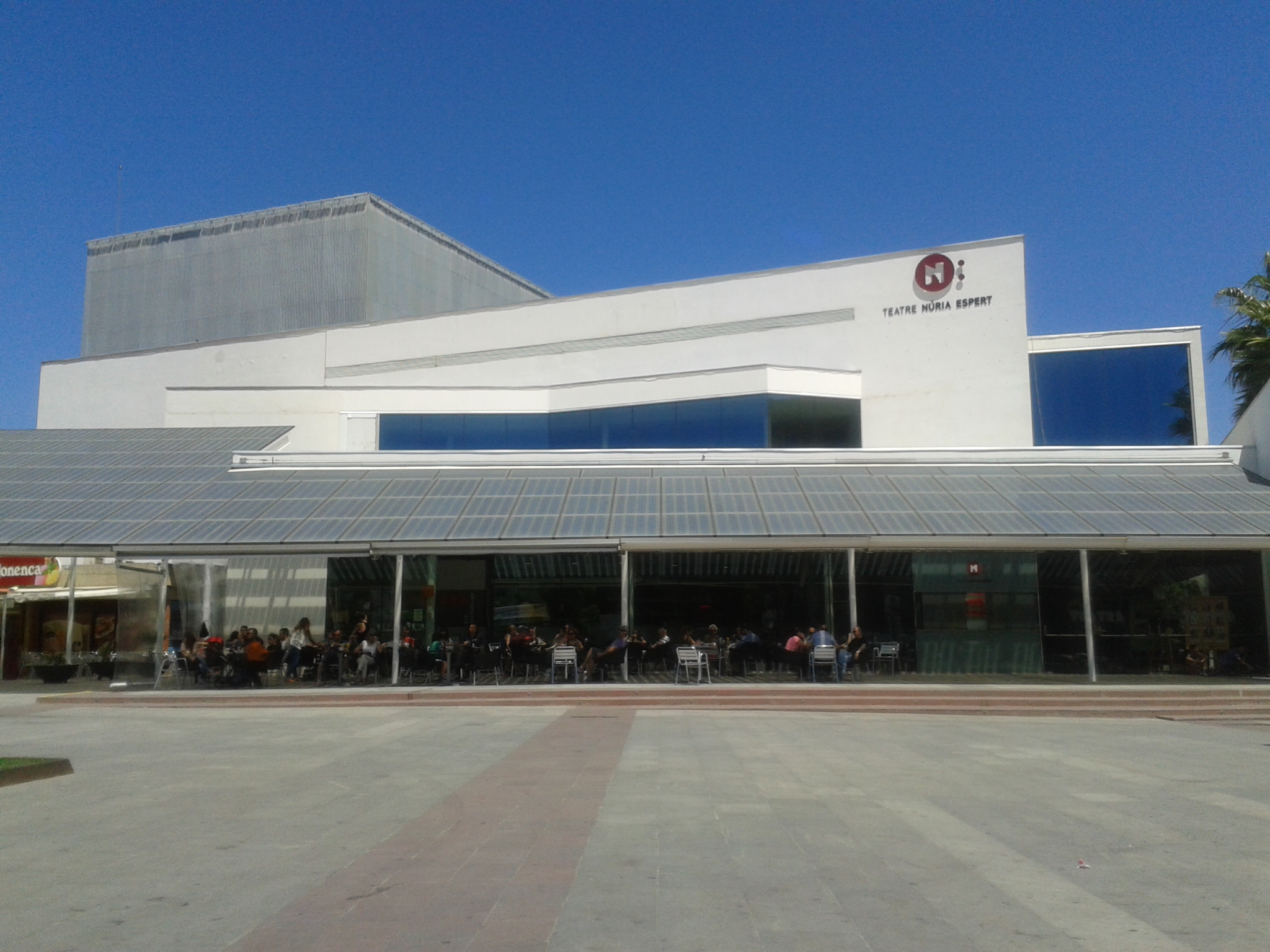
Théâtre Núria Espert.

À l'âge de 19 ans, elle épouse l'acteur Armando Moreno, qui deviendra son manager plus tard. En 1959, ils fondent une compagnie, qui fait sa première au Teatro Recoletos de Madrid.
La ville de Fuenlabrada avec sa "Sala Municipal de Teatro Nuria Espert", lui rend hommage.
En 2016, elle reçoit le prix Princesse des Asturies dans la catégorie des Arts.

## Prix Europe pour le Théâtre - Premio Europa per il Teatro
En 2018, elle a reçu un Prix Spécial du XVIIe Prix Europe pour le théâtre, à Saint-Pétersbourg. L'organisation du prix a déclaré:
Il n’est guère fréquent que l’épanouissement d’un talent artistique extraordinaire coïncide avec le développement de qualités humaines équivalentes. Née en 1935, Núria Espert est le rare cas d’une artiste infatigable, sensible et empathique qui, en débutant à 13 ans à peine son métier d’actrice et en le fusionnant au fur et à mesure avec la vie, les passions culturelles, l’engagement civil et la politique, est devenue une icône du XXe siècle et de la contemporanéité. Femme de théâtre en pleine activité aujourd’hui encore, elle est en mesure de passer des classiques (elle a plusieurs fois incarnée une Médée inoubliable) à Garcia Lorca, de se plonger dans les dramaturgies les plus contemporaines, le cinéma d’auteur, la mise en scène de théâtre et de cinéma, sans oublier d’importantes incursions dans la mise en scène d’opéra. Peter Brook l’a définie « comme un verre d’eau qui, en un instant, peut se congeler et bouillir ». De son côté, Terenci Moix soutient qu’elle est faite « d’air et de feu ». Ce n’est guère un hasard si l’inoubliable José Monleón, qui l’estimait énormément et l’avait à l’époque mise en contact avec Jerzy Grotowski, en lui faisant découvrir son théâtre, avait à plusieurs reprises proposé son nom dans le monde du théâtre européen. Núria Espert n’est pas uniquement une fantastique bête de scène difficile à enfermer : c’est vraiment un esprit libre, créatif, polyvalent, imprévisible, passionné et léger. Aux diverses récompenses qu’elle a reçues au cours de sa longue carrière, vient s’ajouter cette année le Prix Spécial qui lui est décerné en vue précisément d’en rappeler le génie, la ductilité et l’engagement civil, transvasés dans un art qui représente pleinement l’idéal d’une Europe unie, ouverte, démocratique et culturellement active.

## Prix
- 1983 :
  - Creu de Sant Jordi
  - Médaille d'or du mérite des beaux-arts par le Ministère de l'Éducation, de la Culture et des Sports[4].
- 1984 : Premio Nacional de Teatro
- 2009 : Médaille d'or du Círculo de Bellas Artes[5]
- 2016 : prix Princesse des Asturies en Arts[1]
- 2018 : Prix Europe pour le théâtre - Prix Spécial

## Filmographie
- 1954 : Once pares de botas
- 1958 : La Tirana
- 1961 : A las cinco de la tarde
- 1971 : Viva la muerte
- 1976 : La Ville brûlée
- 1996 : Actrices
- 2007 : Barcelona (un mapa)

## Théâtre
- 1981 : Mademoiselle Rose ou le Langage des fleurs
- 1981 : Médée
- 1983 : La Tempête
- 1985 : Salomé
- 1990 : Maquillaje
- 1998 : Master Class
- 1999 : Qui a peur de Virginia Woolf ?
- 2003 : La Célestine
- 2006 : Play Strindberg
- 2007 : Hay que purgar a Totó